# Bill Takas
William Takas (Toledo (Ohio), 5 maart 1932) is een Amerikaanse jazzbassist (contrabas, elektrische basgitaar). Hij werd vooral bekend door zijn samenwerking met Bob Dorough.

## Biografie
Takas speelde vanaf het midden van de jaren 50 in de begeleidingsgroep van Dorough, met de zanger maakte hij ook zijn eerste opnames, in New York (Devil May Care, Bethlehem Records, 1956). In de jaren erop werkte hij met het sextet van Frank Socolow, Nat Pierce, Tal Farlow, Dan Terry en Pee Wee Russell, in de jaren 60 met o.a. de Gerry Mulligan Concert Jazz Band en de bands van Cy Coleman, Don Elliott, Benny Goodman, Doc Severinsen en Les DeMerle. In 1962 stond hij met Ruby Braff op het Newport Jazz Festival. Hij werkte tot in de jaren 90 met Bob Dorough, in een duo (Beginning to See the Light, 1976), in een trio (te horen op Devil May Care II, met Al Levitt, en ook op On My Way Home uit 1979, met Grady Tate), met gastsolisten als Art Farmer en Phil Woods, alsook in de all stars-groep Children of All Ages (o.a. met Randy Brecker, Lew Tabackin, Arnie Lawrence, Pat Rebillot, Ron McClure, Buzzy Linhart en Bill Goodwin). Met Dorough maakte hij in 1995 een album gewijd aan de muziek van Charlie Parker (Philology). In de jazz was hij tussen 1956 en 1997 betrokken bij 37 opnamesessies.